# Cel mai bun antrenor de club din lume

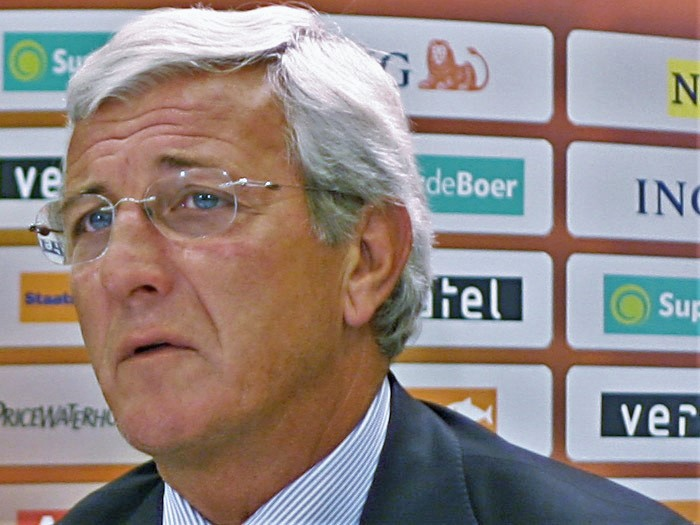
Marcello Lippi, cel mai bun antrenor al anului 1996, primul câștigător al trofeului

Cel mai bun antrenor de club din lume este un premiu din fotbal acordat anual, începând din 1996, celui mai remarcabil antrenor al anului votat de Federația Internațională de Istorie și Statistică a Fotbalului (IFFHS). Voturile, în 1996, au fost acordate de echipa editorială a IFFHS precum și de experți din 89 de țări de pe 6 continente. În prezent la votare participă 81 de experți din de pe toate continentele.

## Recepția publică
Premiul este recunoscut oficial de către FIFA, în pofida faptului că IFFHS nu este afiliată la aceasta. Cu toate acestea, premiul este de obicei acordate pe baza statisticilor mai degrabă, decât meritele individuale, și de asta el nu este luat în considerare de către unii microbiști. De patru ori câștigător, José Mourinho  a declarat o dată în glumă că IFFHS a fost lent în acordarea trofeului, susținând că el nu a primit premiile sale din 2010 până în 2012.

## Lista câștigătorilor
Premiul este acordat anual în luna ianuarie. Antrenorul câștigător și cel de pe locul secund în clasament, sunt premiați cu câte un trofeu de aur și de argint, respectiv, la Gala Fotbalului Mondial. Mai jos este o listă a câștigătorilor și finaliștilor începând cu prima ediție în 1996.

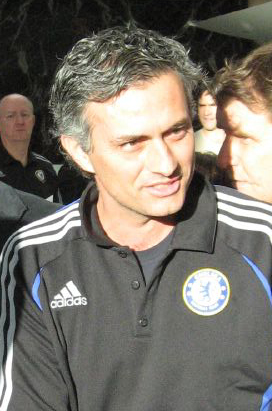
Jose Mourinho, antrenorul anului 2012, deținător a 4 trofee

| An   | Câștigător            | Clubul antrenorului câștigător | Finalist             | Clubul finalistului  | Source |
| ---- | --------------------- | ------------------------------ | -------------------- | -------------------- | ------ |
| 1996 | Marcello Lippi        | Juventus                       | Ramón Díaz           | River Plate          |        |
| 1997 | Ottmar Hitzfeld       | Borussia Dortmund              | Alex Ferguson        | Manchester United    | [ 7 ]  |
| 1998 | Marcello Lippi (2)    | Juventus                       | Jupp Heynckes        | Real Madrid          |        |
| 1999 | Sir Alex Ferguson     | Manchester United              | Sven-Göran Eriksson  | Lazio                |        |
| 2000 | Carlos Bianchi        | Boca Juniors                   | Héctor Cúper         | Valencia             |        |
| 2001 | Ottmar Hitzfeld (2)   | Bayern München                 | Gerard Houllier      | Liverpool            | [ 7 ]  |
| 2002 | Vicente del Bosque    | Real Madrid                    | Arsène Wenger        | Arsenal              |        |
| 2003 | Carlos Bianchi (2)    | Boca Juniors                   | Carlo Ancelotti      | A.C. Milan           |        |
| 2004 | José Mourinho         | Chelsea                        | Arsène Wenger        | Arsenal              |        |
| 2005 | José Mourinho (2)     | Chelsea                        | Rafael Benítez       | Liverpool            |        |
| 2006 | Frank Rijkaard        | Barcelona                      | José Mourinho        | Chelsea              |        |
| 2007 | Carlo Ancelotti       | A.C. Milan                     | Sir Alex Ferguson    | Manchester United    |        |
| 2008 | Sir Alex Ferguson (2) | Manchester United              | Dick Advocaat        | Zenit St. Petersburg |        |
| 2009 | Pep Guardiola         | Barcelona                      | Sir Alex Ferguson    | Manchester United    |        |
| 2010 | José Mourinho (3)     | Inter Milan                    | Pep Guardiola        | Barcelona            |        |
| 2011 | Pep Guardiola (2)     | Barcelona                      | José Mourinho        | Real Madrid          |        |
| 2012 | José Mourinho (4)     | Real Madrid                    | Roberto Di Matteo    | Chelsea              |        |
| 2013 | Jupp Heynckes         | Bayern München                 | Jürgen Klopp         | Borussia Dortmund    | [ 8 ]  |
| 2014 | Carlo Ancelotti (2)   | Real Madrid                    | Diego Simeone        | Atlético Madrid      | [ 9 ]  |
| 2015 | Luis Enrique          | Barcelona                      | Pep Guardiola        | Bayern München       | [ 10 ] |
| 2016 | Diego Simeone         | Atlético Madrid                | Zinedine Zidane      | Real Madrid          | [ 11 ] |
| 2017 | Zinedine Zidane       | Real Madrid                    | Massimiliano Allegri | Juventus             |        |
| 2018 | Zinedine Zidane (2)   | Real Madrid                    | Jürgen Klopp         | Liverpool            |        |

## Antrenorul deceniului
În 2011, IFFHS a premiat antrenorul care a câștigat cele mai multe puncte cumulatic în anteriorii 10 ani. Astfel titlul Antrenor al deceniului l-a primit antrenorul lui Arsenal, Arsène Wenger în pofida faptului că el niciodată nu a cucerit titlul de Antrenor al anului.

## Vezi și
- Cel mai bun portar din lume